# 베이즈주의 인식론
베이즈주의 인식론은 확률 이론 분야의 토머스 베이즈의 작업에 뿌리를 둔 인식론의 다양한 주제에 대한 형식적 접근 방식이다. 전통적인 인식론과 대조되는 형식적 방법의 한 가지 장점은 개념과 정리가 높은 정확도로 정의될 수 있다는 것이다. 그것은 신념이 주관적인 확률로 해석될 수 있다는 생각에 기반을 두고 있다. 따라서 그들은 합리성의 규범으로 작용하는 확률론의 법칙에 종속된다. 이러한 규범은 어떤 순간의 신념의 합리성을 지배하는 정적 제약과 새로운 증거를 수신할 때 합리적 행위자가 자신의 신념을 변경해야 하는 방법을 지배하는 동적 제약으로 나눌 수 있다. 이러한 원칙의 가장 특징적인 베이즈주의 표현은 더치북 논증의 형태로 발견된다. 이 책은 어떤 확률적 이벤트가 발생하더라도 에이전트에 손실을 초래하는 일련의 베팅을 통해 에이전트의 비합리성을 설명한다. 베이즈주의자는 이러한 기본 원칙을 다양한 인식론적 주제에 적용했지만 베이즈주의는 전통적인 인식론의 모든 주제를 다루지는 않다. 예를 들어 과학철학에서 확증의 문제는 어떤 증거가 그 이론이 참일 가능성을 높인다면 그 이론을 확증한다는 베이즈주의 조건화 원리를 통해 접근할 수 있다. 일관성의 개념을 확률의 관점에서 정의하기 위해 다양한 제안이 있었다. 일반적으로 두 명제의 결합 확률이 서로 중립적으로 관련되어 있는 경우보다 높으면 두 명제가 일관성을 갖는다는 의미이다. 베이즈주의 접근법은 예를 들어 증언의 문제나 집단 신념의 문제와 같은 사회적 인식론 분야에서도 결실을 맺었다. 베이즈주의는 여전히 완전히 해결되지 않은 다양한 이론적 반대에 직면해 있다.
전통적인 인식론과 베이즈주의 인식론은 모두 인식론의 한 형태이지만 방법론, 믿음의 해석, 정당화 또는 확인이 수행하는 역할 및 일부 연구 관심과 관련하여 다양한 측면에서 다르다. 전통적인 인식론은 일반적으로 정당화되고 참된 믿음, 인식이나 증언과 같은 지식의 원천, 기초론이나 일관성의 형태와 같은 지식 체계의 구조 와 같은 지식의 본질 분석과 같은 주제에 중점을 둔다., 그리고 철학적 회의주의 의 문제 또는 지식이 전혀 가능하지 않은지에 대한 질문. 이러한 질문은 일반적으로 인식적 직관을 기반으로 하며 신념이 존재하거나 존재하지 않는 것으로 간주한다. 반면에 베이즈주의 인식론은 전통적인 접근 방식에서 종종 모호한 개념과 문제를 형식화하여 작동한다. 따라서 수학적 직관에 더 집중하고 더 높은 정밀도를 약속한다. 베이즈주의는 합리성을 위한 증거의 역할, 즉 새로운 증거를 받은 사람의 신빙성을 어떻게 조정해야 하는지에 초점을 맞추었다. 확률 법칙의 관점에서 합리성의 베이즈주의 규범과 연역적 일관성 관점에서 합리성의 전통적인 규범 사이에 유비가 있다. 외부 세계에 대한 우리의 지식에 대한 회의론의 주제와 같은 특정 전통적인 문제는 베이즈주의 용어로 표현하기 어렵다.
베이즈주의 인식론은 다양한 다른 개념을 정의하는 데 사용할 수 있고 인식론의 많은 주제에 적용될 수 있는 몇 가지 기본 원칙에만 기초한다. 핵심적으로, 이러한 원칙은 명제에 신빙성을 할당하는 방법에 대한 제약을 구성한다. 그들은 이상적으로 합리적인 주체가 무엇을 믿을 것인지 결정한다. 기본 원칙은 어떤 순간에 신임이 할당되는 방식을 결정하는 공시적 또는 정적 원칙과 주체가 새로운 증거를 수신할 때 자신의 신념을 변경해야 하는 방법을 결정하는 통시적 또는 동적 원칙으로 나눌 수 있다. 확률의 공리 와 주요 원리는 정적 원리에 속하며 조건화의 원리는 확률적 추론의 한 형태로서 동적 측면을 지배한다. 이러한 원칙의 가장 특징적인 베이즈주의 표현은 네덜란드 책 의 형태로 발견된다. 이 책은 어떤 확률적 이벤트가 발생하더라도 에이전트에 손실을 초래하는 일련의 베팅을 통해 주체의 비합리성을 설명한다.
전통적인 인식론과의 한 가지 중요한 차이점은 베이즈주의 인식론이 단순한 믿음의 개념이 아니라 믿음의 정도, 이른바 신임 개념에 초점을 맞추고 있다는 것이다. 이 접근 방식은 확실성의 개념을 포착하려고 시도한다. 이 정도는 0에서 1 사이의 값으로 나타난다. 0은 완전한 불신에 해당하고 1은 완전한 믿음에 해당하며 0.5는 믿음의 중단에 해당한다.  프랭크 램지를 따라, 그들은 청구에 돈을 걸 의향으로 해석된다. 따라서 0.8(즉, 80 %) 좋아하는 축구팀이 다음 경기에서 승리한다는 것은 1달러의 수익을 올릴 수 있는 기회를 얻기 위해 최대 4달러를 기꺼이 베팅한다는 의미이다. 이 설명은 베이즈주의 인식론과 의사결정 이론 사이에 긴밀한 연결을 보여준다. 베팅 행동은 단지 하나의 특별한 영역이므로 신용과 같은 일반적인 개념을 정의하는 데 적합하지 않은 것처럼 보일 수 있다. 그러나 램지가 주장하는 것처럼 우리는 가장 넓은 의미로 이해될 때 항상 베팅한다. 예를 들어, 기차역에 갈 때 우리는 기차가 정시에 도착할 것이라고 내기를 걸었다. 그렇지 않으면 우리는 집에 머물렀을 것이다. 모순과 동어반복을 제외하고 어떤 명제에 대해서도 0 또는 1의 신뢰를 부여하는 것은 비합리적일 것이라는 내기를 하려는 의지라는 관점에서 신뢰를 해석한 결과이다. 그 이유는 이러한 극단적인 가치를 부여하는 것은 보수가 미미하더라도 목숨을 포함하여 무엇이든 기꺼이 내기를 하겠다는 의미이기 때문이다. 그러한 극단적인 믿음의 또 다른 부정적인 부작용은 영구적으로 고정되어 새로운 증거를 얻을 때 더 이상 업데이트할 수 없다는 것이다.

## 같이 보기
- 베이즈 통계학
- 베이즈 확률론
- 베이즈 추론